# Iva Lamarão
Iva Catarina da Silva Lamarão MMC (Ovar, 23 de Fevereiro de 1983), mais conhecida como Iva Lamarão, é uma modelo e apresentadora de televisão portuguesa.

## Biografia
É licenciada em Bioquímica pela Faculdade de Ciências e Tecnologia da Universidade de Coimbra e também fez Mestrado na mesma instituição.
No ano de 1998, é agenciada pela Central Models Portugal. Venceu a edição local do concurso Supermodel of the World, sendo a sucessora de Diana Pereira e tendo representado Portugal no versão internacional do concurso. Em 2001, foi eleita Miss Portugal e, em Maio do ano seguinte, participou da 51.ª Edição do concurso Miss Universo, realizado em San Juan, em Porto Rico, no qual não obteve classificação. Após vencer o Miss Portugal foi contratada pela agência Elite Model Management, fez participações em eventos como Moda Lisboa e Portugal Fashion e foi capa da revista GQ Portugal.
Em 25 de julho de 2021, foi agraciada com a Medalha de Mérito Municipal de Ovar (Grau Cobre).

## Televisão
Estreou na televisão portuguesa em 2008, quando foi contratada pela SIC e apresentou o programa Quando o Telefone Toca e, posteriormente, o Todos em Linha e o Allô, Allô. Também já fez participações em outros programas na emissora como SIC ao Vivo, Mesmo a Tempo, Quem Sabe Sabe, EXTRA+, além do magazine da Liga dos Campeões da UEFA.
Em 2012, passa a integrar a equipa de apresentadoras do programa Fama Show, ao lado de Cláudia Borges, Vanessa Oliveira, Andreia Rodrigues, Laura Figueiredo e Rita Andrade.

#### Carreira na Televisão
| Ano                | Programa                                         | Notas                                                            | Canal          |
| ------------------ | ------------------------------------------------ | ---------------------------------------------------------------- | -------------- |
| 2008               | Quando o Telefone Toca                           | Apresentadora                                                    | SIC            |
| 2008 - 2009        | Todos em Linha                                   | Apresentadora                                                    | SIC            |
| 2009               | SIC ao Vivo                                      | Repórter                                                         | SIC            |
| 2010               | Alô Alô                                          | Apresentadora                                                    | SIC            |
| 2010               | Mesmo a Tempo                                    | Colaboradora                                                     | SIC            |
| 2012 - 2018        | Sextas Mágicas                                   | Apresentadora dos sorteios especiais                             | SIC            |
| 2012 - presente    | Fama Show                                        | Apresentadora                                                    | SIC            |
| 2013 - 2018        | Totoloto                                         | Apresentadora                                                    | SIC            |
| 2013               | Portugal em Festa                                | Repórter                                                         | SIC            |
| 2016               | Rock in Rio                                      | Repórter                                                         | SIC Caras      |
| 2017               | Digressão 25 Anos SIC                            | Repórter                                                         | SIC            |
| 2017               | Especial 25 Anos SIC                             | Repórter                                                         | SIC            |
| 2018               | XXIII Globos de Ouro (Emissão Especial)          | Repórter                                                         | SIC Caras      |
| 2019               | Festa de apresentação da série Golpe de Sorte    | Apresentadora                                                    | SIC            |
| 2019               | XXIV Gala Globos de Ouro - Passadeira Vermelha   | Apresentadora                                                    | SIC            |
| 2020               | O Programa da Cristina                           | Apresentadora dos sorteios especiais                             | SIC            |
| 2020               | Olhó Baião!                                      | Repórter de exteriores                                           | SIC            |
| 2020 - 2021 / 2022 | Casa Feliz                                       | Apresentadora dos sorteios especiais                             | SIC            |
| 2020               | Olhó Baião!                                      | Apresentadora, ao lado de João Paulo Sousa                       | SIC            |
| 2020               | Posso Entrar?                                    | Apresentadora substituta na ausência de Ana Marques              | SIC Caras      |
| 2021               | Casa Feliz - Especial Dia de Portugal            | Apresentadora                                                    | SIC            |
| 2021               | Estamos em Casa                                  | Apresentadora dos sorteios, na ausência de Maria Dominguez       | SIC            |
| 2021 / 2022        | Estamos em Casa                                  | Apresentadora                                                    | SIC            |
| 2021               | Domingão Especial Dia de Festa                   | Apresentadora do sorteio especial                                | SIC            |
| 2022               | Alô Portugal                                     | Repórter de uma emissão                                          | SIC            |
| 2022 - 2023        | Olhá SIC                                         | Apresentadora                                                    | SIC            |
| 2022               | Caixa Mágica                                     | Repórter                                                         | SIC            |
| 2022               | Ídolos 7                                         | Apresentadora do segmento "As Reações" na gala final             | SIC            |
| 2022               | Domingão Especial Manhã de Festa                 | Apresentadora                                                    | SIC            |
| 2022               | Festa de Verão SIC                               | Apresentadora                                                    | SIC            |
| 2022               | XXVI Gala Globos de Ouro - Passadeira Vermelha   | Apresentadora                                                    | SIC/ SIC Caras |
| 2022               | Olhá SIC com a Seleção                           | Apresentadora                                                    | SIC            |
| 2023 - 2024        | Domingão                                         | Apresentadora/ Repórter esporádica                               | SIC            |
| 2023 - 2025        | Feriadão                                         | Apresentadora                                                    | SIC            |
| 2023               | A Caminho dos Globos de Ouro                     | Apresentadora do passatempo                                      | SIC            |
| 2023               | Feliz Natal                                      | Repórter                                                         | SIC            |
| 2024               | Olhá SIC...na Taça!                              | Apresentadora, com Fátima Lopes, João Paulo Sousa e Miguel Costa | SIC            |
| 2024 / 2025        | Domingão Especial Carnaval                       | Repórter, a partir de Ovar                                       | SIC            |
| 2024               | Especial Rock in Rio: A Energia da Música        | Apresentadora                                                    | SIC            |
| 2024               | Força, Marco Paulo                               | Repórter                                                         | SIC            |
| 2024               | XXVIII Gala Globos de Ouro - Passadeira Vermelha | Apresentadora                                                    | SIC/ SIC Caras |
| 2024               | Até Sempre, Marco Paulo                          | Apresentadora                                                    | SIC            |

## Vida pessoal
Namorou durante três anos, entre 2008 e 2011, o apresentador português Miguel Domingues. Entre Junho de 2012 e Novembro de 2018 manteve uma relação com o futebolista André Filipe Bernardes Santos.